# Common ownership
Als common ownership wird in der englischen Literatur die Tatsache verstanden, dass Investoren große Teile zweier konkurrierender Firmen in einer Branche besitzen. Studien konnten zeigen, dass sich bei Common Ownership die Preise für Endkunden erhöhen, weil das Management verschiedener Firmen keinen Konkurrenzdruck verspürt.
Rechtlich ist der Effekt von Common Ownership schwer zu fassen. Das Problem dahinter ist, dass es keine klassischen Absprachen braucht, um die Preise bei Common Ownership zu erhöhen, und somit kein Verstoß gegen das Verbot von Preisabsprachen vorliegt. In Deutschland kann das Kartellrecht erst dann wirksam werden, wenn Anleger mehr als zehn Prozent des Unternehmens besitzen. Jedoch ist es so, dass ein einzelner Investor unter dieser Schwelle ist, jedoch mehrere Investoren zusammen die Schwelle überschreiten. US-Behörden untersuchen, ob es allenfalls über öffentliche Gespräche mit den Firmenbeteiligten eine Absprache gab, Kapazitäten zu verringern oder Preise zu erhöhen. Personelle Verflechtungen könnten jedoch zu Verstößen führen.